# British Antarctic Survey
Il British Antarctic Survey (BAS) è l'organizzazione britannica responsabile della ricerca scientifica e della divulgazione sull'Antartide, collaborando in progetti di ricerca con università e istituzioni internazionali. Fa parte del Natural Environment Research Council (NERC) ed ha un personale di oltre 400 unità. Gestisce cinque basi di ricerca, due navi e cinque aeromobili.
Tramite il BAMT (British Antarctic Monument Trust) promuove presso il grande pubblico i risultati che vengono raggiunti con le ricerche in Antartide.